# Alfried Krupp-Schülerlabor

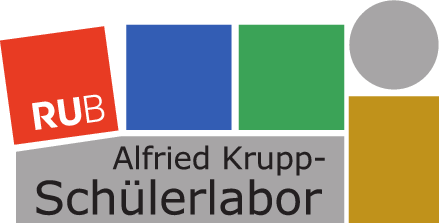
Logo des Alfried Krupp-Schülerlabors

Das Alfried Krupp-Schülerlabor ist eine Einrichtung an der Ruhr-Universität Bochum, das 2004 mit Unterstützung der Alfried Krupp von Bohlen und Halbach-Stiftung eingerichtet wurde. Das Schülerlabor richtet sich an  Schüler der weiterführenden Schulen (Jg. 5 bis 13). Pro Jahr besuchen 12.000 Schüler das Schülerlabor. Die meisten Projekte werden kostenfrei angeboten.
Angeboten werden rund 100 Projekte – 2011 waren es noch 46 – aus den Bereichen Natur- und Ingenieurwissenschaften, Mathematik und Medizin sowie aus dem Bereich der Geistes- und Gesellschaftswissenschaften und der Sportwissenschaft. Inzwischen können alle an der Ruhr-Universität vertretenen Wissenschaften im Schülerlabor erlebt werden. 
Träger des Schülerlabors ist die Professional School of Education der Ruhr-Universität Bochum in Zusammenarbeit mit den 20 Fakultäten der Ruhr-Universität Bochum. Wissenschaftler der beteiligten Fakultäten und Studierende des gestuften Bochumer Lehramtsstudiengangs begleiten die Projekte fachdidaktisch.

## Konzept
Das Alfried Krupp-Schülerlabor wirkt in drei Richtungen:
1. Schüler: Im Schülerlabor erarbeiten Schüler Fragestellungen, die ihnen einen konkreten Einblick in unterschiedliche wissenschaftliche Disziplinen und deren Methoden geben. Im Experiment, durch selbstständiges Bearbeiten, eigenes Erleben und förmliches Be-Greifen erfahren und entdecken sie die Welt der Wissenschaft.
2. Lehramtsstudenten: Das Schülerlabor stellt als Schnittstelle zwischen Schule und Hochschule ein Erprobungsfeld für Lehramt-Studierende dar. Ideen und neue Didaktik-Konzepte lassen sich im Schülerlabor umsetzen und validieren. Durch Lehrerfortbildungen wird es auch zur Lehrerweiterbildung genutzt.
3. Forschung: Die Ressource Schülerlabor wird für theoretische, didaktisch-konzeptionelle und empirische Masterarbeiten genutzt. Ferner dient es als Kristallisationskeim für den Forschungsschwerpunkt „Wissenschaftsvermittlung im Schülerlabor“ der Fachdidaktiken und Bildungswissenschaften an der Ruhr-Universität Bochum.

## Bereich MINT
Das Schülerlabor nahm seine Tätigkeit im Bereich MINT am 26. Februar 2004 nach 18-monatiger Bauzeit auf. Auf 1.000 m² Fläche befinden sich ein Physik- und Techniklabor, ein Biologie- und Chemielabor, ein Multifunktionslabor sowie ein Seminarraum.

### Projekte

#### KEMIE

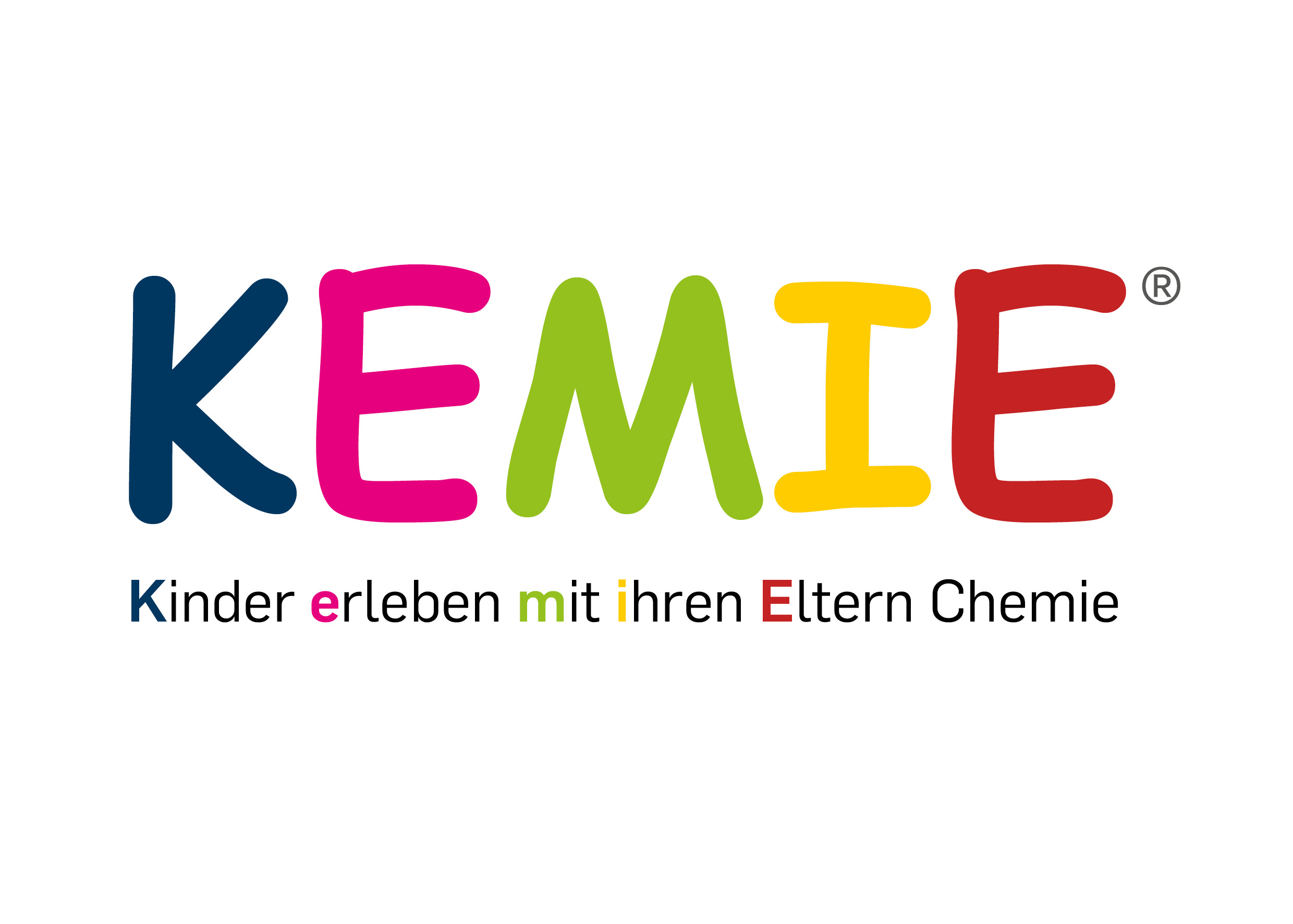
Logo des Projekts KEMIE

Das Projekt „Kinder erleben mit ihren Eltern Chemie“ wurde 2007 unter der Leitung von Chemiedidaktik-Professorin Katrin Sommer gestartet und richtet sich an Kinder der 3. bis 6. Jahrgangsstufe und deren Eltern. Das Projekt zeichnet sich durch drei Merkmale aus: 1. die Einbeziehung der Eltern, 2. die Langfristigkeit und 3. die Begegnung mit naturwissenschaftlichen Denk- und Arbeitsweisen an motivierenden aus der Lebenswelt der Kinder und Eltern stammenden Phänomenen und Fragestellungen. 
Hintergrund dieses Konzeptes ist, dass Grundschulkinder unabhängig von ihren schulischen Leistungen eine hohe Motivation mitbringen, sich mit Naturwissenschaften zu beschäftigen. Gleichzeitig interessieren sich Kinder langfristig vor allem dafür, was ihre Eltern interessiert. Um die positive Einstellung der Kinder zu erhalten und die häufig negative Einstellung von Erwachsenen zum Fach Chemie zu überwinden, ist gemeinsames Experimentieren besonders effektiv.
Jeder Durchgang beginnt im Oktober und umfasst neun Termine, die im Abstand von einem Monat stattfinden. Das Programm endet mit dem neunten Termin im Juni des Folgejahres. Das Projekt wurde 2016 mit dem Polytechnischen Preis der Polytechnischen Gesellschaft ausgezeichnet.

## Bereich Geistes- und Gesellschaftswissenschaften
Sechs Jahre nach Eröffnung wurde das Schülerlabors 2010 um einen geistes- und gesellschaftswissenschaftlichen Bereich ergänzt und war damit das erste Schülerlabor an einer deutschen Hochschule mit einem solchen Angebot. Weitere vier Jahre später erhielt der neue Bereich des Schülerlabors eigene Räumlichkeiten: auf 650 m² wurden drei Seminarräume sowie eine Freihandbibliothek eingerichtet und am 24. September 2014 eröffnet.